# Prix de Buenos-Aires
Le Prix de Buenos-Aires est une course hippique de trot attelé se déroulant au mois de juillet (au mois d'août de 1992 à 2009) sur l'hippodrome d'Enghien-Soisy à Enghien-les-Bains.
Classée course A en 2020, c'était auparavant une course de Groupe II internationale réservée aux chevaux de 5 à 10 ans inclus ayant gagné au moins 160 000 €. Par ailleurs, un recul de 25 mètres était imposé à partir de 395 000 € de gains et un de 50 mètres à 695 000 € (conditions en 2019). En 2020, la course est réservée au chevaux ayant moins de 695 000 € de gain. Elle n'est plus au programme en 2022.
L'allocation 2019 était de 100 000 € dont 45 000 € pour le vainqueur. Le Prix de Buenos-Aires se courait jusqu'en 2019 sur la distance de 4 150 mètres, départ volté. La distance est réduite à 2 875 mètres en 2020. Le Prix de Buenos Aires avait été créé en 1929 dans le cadre du tout nouveau meeting d'août d'Enghien.
Le record de l'épreuve est détenu par Lontzac, vainqueur en 2007 avec une réduction kilométrique de 1'14".

## Palmarès de 1972 à 2019
| Année | Vainqueur           | Pays     | Père               | Driver                  | Entraîneur              | Réd.km |
| ----- | ------------------- | -------- | ------------------ | ----------------------- | ----------------------- | ------ |
| 2019  | Cleangame           | France   | Ouragan de Celland | Jean-Michel Bazire      | Jean-Michel Bazire      | 1'15"5 |
| 2018  | Cleangame           | France   | Ouragan de Celland | Jean-Michel Bazire      | Jean-Michel Bazire      | 1'17"7 |
| 2017  | Virgious du Maza    | France   | Prodigious         | Sébastien Ernault       | Sébastien Ernault       | 1'15"4 |
| 2016  | Valko Jenilat       | France   | Kepler             | Éric Raffin             | Sébastien Guarato       | 1'17"1 |
| 2015  | Lionel              | Norvège  | Look de Star       | Franck Nivard           | Fabrice Souloy          | 1'18"5 |
| 2014  | Quarlos             | France   | L'As de Viretaute  | Mathieu Mottier         | Michel Dabouis          | 1'14"9 |
| 2013  | Radjah de l'Abbaye  | France   | Baccarat du Pont   | Jean-Michel Bazire      | Jean-Michel Bazire      | 1'14"5 |
| 2012  | Quickly Paris       | France   | And Arifant        | Aymeric Thomas          | Aymeric Thomas          | 1'16"9 |
| 2011  | Perlando            | France   | Giant Cat          | Jos Verbeeck            | Alphonse Vanberghen     | 1'17"9 |
| 2010  | Athos du Boscail II | Belgique | Historien          | Christophe Martens      | Vincent Martens         | 1'19"6 |
| 2009  | Objectif Royal      | France   | Classic Rodney     | Pierre Levesque         | Pierre Levesque         | 1'16"9 |
| 2008  | Occitane            | France   | Hasting            | Laurent-Claude Abrivard | Laurent-Claude Abrivard | 1'17"9 |
| 2007  | Lontzac             | France   | Sébrazac           | Michel Lenoir           | Michel Lenoir           | 1'14"  |
| 2006  | Milord de Melleray  | France   | Biesolo            | Thierry Duvaldestin     | Thierry Duvaldestin     | 1'15"9 |
| 2005  | Lass Drop           | Suède    | Ténor de Baune     | Dominik Locqueneux      | Stig H. Johansson       | 1'17"4 |
| 2004  | Jeanbat du Vivier   | France   | Coktail Jet        | Jos Verbeeck            | Jean-Michel Bazire      | 1'15"5 |
| 2003  | Jeanbat du Vivier   | France   | Coktail Jet        | Jean-Michel Bazire      | Jean-Michel Bazire      | 1'18"8 |
| 2002  | Japon               | France   | Uthan              | Michel Lenoir           | Jaana Lönnström         | 1'19"6 |
| 2001  | Hirosaka            | France   | Jet du Vivier      | Nicolas Roussel         | Alain Roussel           | 1'18"9 |
| 2000  | Jackhammer          | Suède    | Demilo Hanover     | Ulf Nordin              | Ulf Nordin              | 1'19"3 |
| 1999  | Giesolo de Lou      | France   | Biesolo            | Jean-Philippe Dubois    | Jean-Étienne Dubois     | 1'18"5 |
| 1998  | Écrin Castelets     | France   | Marpheulin         | Yves Dreux              | Bernard Desmontils      | 1'15"7 |
| 1997  | Chaillot            | France   | Jet du Vivier      | Pierre Levesque         | Pierre Levesque         | 1'18"3 |
| 1996  | Huxtable Hornline   | Suède    | Sherwood           | Anders Lindqvist        | Lars-Ove Larsson        | 1'21"  |
| 1995  | Bricassard          | France   | Lutin d'Isigny     | Joël Van Eeckhaute      | Joël Van Eeckhaute      | 1'24"1 |
| 1994  | Filou du Boscail    | Belgique | Mathusalem         | Jean-Alain Éliphe       | S.A. du Boscail         | 1'19"4 |
| 1993  | Valberg             | France   | Duc de Vrie        | Philippe Allaire        | Philippe Allaire        | 1'18"4 |
| 1992  | Strabo              | France   | Jet de Prapin      | Yves Dreux              | Bernard Desmontils      | 1'19"6 |
| 1991  | Strabo              | France   | Jet de Prapin      | Yves Dreux              | Bernard Desmontils      | 1'18"5 |
| 1990  | Sébrazac            | France   | Ejakval            | Michel Roussel          | Jean-Lou Peupion        | 1'16"7 |
| 1989  | Sébrazac            | France   | Ejakval            | Michel Roussel          | Jean-Lou Peupion        | 1'19"  |
| 1988  | Royal Ludois        | France   | Igor du Beauvoisin | Philippe Allaire        | Philippe Allaire        | 1'20"  |
| 1987  | Ouragan Céleste     | France   | Vat                | Roland-Roger Dabouis    | Roland-Roger Dabouis    | 1'18"5 |
| 1986  | Pan de la Vaudère   | France   | Ruy Blas IV        | Jean-Claude Hallais     | Louis Decaudin          | 1'19"4 |
| 1985  | Ogorek              | France   | Borgia III         | Michel Roussel          | Jean-Lou Peupion        | 1'19"2 |
| 1984  | Khali de Vrie       | France   | Quirinus III       | Roger Baudron           | Roger Baudron           | 1'20"8 |
| 1983  | Lurabo              | France   | Ura                | Michel-Marcel Gougeon   | Jean-Lou Peupion        | 1'20"4 |
| 1982  | King Black          | France   | Aigle Noir         | Patrick-Marc Mottier    |                         | 1'20"6 |
| 1981  | Ino Ludois          | France   | Quioco             | Marc Bonhomme           |                         | 1'20"7 |
| 1980  | Infant d'Autize     | France   | Raskolnikov Z      | Guy-Maurice Dreux       |                         | 1'22"  |
| 1979  | Éléazar             | France   | Kerjacques         | Léopold Verroken        |                         | 1'20"  |
| 1978  | Grandpré            | France   | Quouick JL         | Pierre-Désiré Allaire   |                         | 1'19"9 |
| 1977  | Forain              | France   | Chabrier           | Roger Baudron           |                         | 1'20"1 |
| 1976  | Feu Violet          | France   | Rex Grandchamp     | André-Louis Dreux       |                         |        |
| 1975  | Cloclo Mabon        | France   | Not'Réveillon      | André-Louis Dreux       |                         | 1'23"9 |
| 1974  | Capri               | France   | Pacha Granchamp    | Jean-René Gougeon       |                         | 1'21"5 |
| 1973  | Une de Mai          | France   | Kerjacques         | Jean-René Gougeon       |                         | 1'19"8 |
| 1972  | Urbino IV           | France   |                    | Jacques Groult          |                         | 1'22"1 |